# Julio Bracho
Julio Bracho Pérez Gavilán (Durango, 17 de julio de 1909-Ciudad de México, 26 de abril de 1978), conocido como Julio Bracho, fue un productor, director y guionista cinematográfico de cine mexicano.
Su hija es la actriz Diana Bracho. Fue director de la película La sombra del caudillo, premiada en el Festival de Cine de Karlovy Vary en Checoslovaquia en 1960 y un premio especial como director. Basada en la novela de Martín Luis Guzmán y proyectada con gran éxito en los países detrás de la Cortina de Hierro, pero por su temática fue censurada y prohibida su exhibición en México.

## Biografía
Fue el noveno de los once hijos del matrimonio formado por Julio Bracho y Zuloaga y Luz Pérez Gavilán, dos de sus hermanos fueron los conocidos Andrea Palma y el escenógrafo Jesús Bracho. También fue primo de los actores Ramón Novarro y Dolores del Río.
Estudio arte dramático. A la muerte de su padre en 1927 Julio se vio de pronto solo frente a la vida; este choque tremendo y el hecho de haber conocido a la joven actriz Isabela Corona, con quien "sintió desde el primer momento vivir el genio dramático" lo decidió a emprender su propia obra. Junto con Isabela, quien sería su primera mujer y con quien vivió cerca de diez años sin formalizar relaciones, fundó el Teatro de Orientación, es en este en el que debuta como director de escena con la obra Jinetes hacia el mar, del irlandés J. M. Synge, traducida por Juan Ramón Jiménez, montó posteriormente otras obras, hasta que en 1933 realiza Lázaro rió, de Eugene O’Neill, que se convierte en su primer gran éxito teatral. Fue también fundador del Teatro de la Universidad y del Teatro de los Trabajadores, grupo experimental en el que colaboró al lado de Ermilo Abreu Gómez y Silvestre Revueltas, entre otros intelectuales de la época.

## Sus inicios en el cine
El cine siempre llamó a Julio Bracho. Desde 1933, cuando su hermana Guadalupe, quien se hacía llamar Andrea Palma filmaba La mujer del puerto, Isabela Corona y él la visitaban en los sets, y Julio andaba siempre espiando por los lentes de las cámaras y se hacía amigo de los directores, hasta que llegó a participar como supervisor escénico de diálogos en la cinta Ave sin rumbo, film estelarizado por su hermana y Arturo de Córdova. Debutó como director cinematográfico en 1941 con la película ¡Ay, qué tiempos, señor Don Simón! con la que tuvo un gran éxito de crítica y de taquilla. De ahí continuaron una serie de grandes y exitosas películas como Historia de un gran amor, La virgen que forjó una patria, Distinto amanecer, Rosenda y San Felipe de Jesús. Incursionó también como productor con la película Don Simón de Lira, con la que no logró gran éxito. En estas películas Julio Bracho dirigió a grandes figuras de la pantalla como Dolores del Río, María Félix, Arturo de Córdova, Joaquín Pardavé, Jorge Negrete, Gloria Marín, Ramón Novarro (en la única película que el ídolo de Hollywood filmó en México, La virgen que forjó una patria) y a su propia hermana, Andrea Palma (en Distinto amanecer, una de las películas de Bracho más alabadas por la crítica). En los años 50. Debido a los bajos presupuestos para filmar, Julio tuvo que desistir de hacer películas de arte, e incursionar en las cintas comerciales. Dirigió varios melodramas exitosos como Inmaculada, Historia de un corazón, Paraíso robado, Rostros olvidados, La ausente, La cobarde, La posesión entre otras, dirigiendo a estrellas como Rosario Granados, Libertad Lamarque, Arturo de Córdova, Irasema Diliány Miroslava.

## Vida personal
Después de terminar con Isabela Corona en 1943, Julio se casó en 1944 con la bailarina Diana Bordes, a quien conoció durante la filmación de ¡Ay, qué tiempos, señor Don Simón!. En diciembre de ese año nació su primera hija, quien más tarde sería la reconocida actriz Diana Bracho, dos años más tarde tuvieron su segundo hijo, Jorge. El matrimonio con Diana Bordes no funcionó del todo y se divorció de ella en 1951, quedando Julio al cuidado de sus dos hijos. Bracho sería pareja también de Delia Ruiz Velázquez, María Félix –según cuenta su hija Diana Bracho–, más adelante con la actriz Rosenda Monteros y, por último, con Cristina Pardiñas Noguera, española radicada en México, hija del pintor Alejandro Pardiñas.

## La sombra del caudillo: premiada en el extranjero pero prohibida en México
En 1960, Julio Bracho vio cumplido un sueño que tenía desde los inicios de su carrera, llevar a la pantalla la novela de Martín Luis Guzmán, La sombra del caudillo. Fue uno de los mejores logros del director y considerada su obra maestra, siendo premiada en el Festival de Cine de Karlovy Vary en Checoslovaquia en 1960. Sin embargo, por considerarla denigrante para cierta clase política y el ejército, la censura en ese tiempo la prohibió para su exhibición y Julio jamás vería estrenarse su película. Además el director sufrió un boicot contra su carrera a raíz de haber dirigido la película. Los productores dejaron de contratarlo. A partir de entonces Julio dirigió cintas de poca importancia, y no siempre con buen argumento. Sus últimos trabajos en la década de 1970 fueron una película biográfica sobre el muralista José Clemente Orozco, con Ignacio López Tarso, titulada En busca de un muro, en 1973; en 1975 una drama sobre una familia campesina que emigra a la ciudad, Espejismo de la ciudad, y un segmento de la película Los amantes fríos. También hizo una participación especial como actor en la cinta Pedro Páramo, de José Bolaños.
El cine de Julio Bracho se caracterizó por contener una muy especial belleza plástica, por sus encuadres bien cuidados, realizando magníficos close-ups a sus actrices (Gloria Marín en Historia de un gran amor y Crepúsculo, Andrea Palma en Distinto amanecer, Irán Eory en En busca de un muro).

## Muerte
Julio Bracho, hombre polifacético y de gran cultura, con 36 años de carrera cinematográfica, 36 años de hacer cine, falleció a las 9:00 del 26 de abril de 1978, después de verse aquejado de una larga enfermedad. Sus últimos años los pasaba en su hogar leyendo los obituarios de los periódicos para identificar aquellos que bloquearon su película. El 14 de enero de 1982, como un homenaje póstumo al finado director, fue inaugurada la Sala Julio Bracho del Centro Cultural Universitario (UNAM).